# Seiko Yamamoto
Seiko Yamamoto (jap. 山本 聖子, Yamamoto Seiko; * 22. August 1980 in Yokohama, Präfektur Kanagawa) ist eine japanische Ringerin. Sie wurde 1999, 2000, 2001 und 2003 Weltmeisterin in den Gewichtsklassen bis 51 kg, 56 kg bzw. 59 kg Körpergewicht.

## Werdegang
Seiko Yamamoto begann im Alter von fünf Jahren im Jahre 1985 mit dem Ringen. Sie stammt aus einer Ringerfamilie und ihr erster Trainer war auch ihr Vater, Ikuei Yamamoto. Sie besuchte die Nihon-Universität und ist Mitglied der Ringermannschaft der Universität (English Nihon University Wrestling Club). In der Nationalmannschaft wurde sie von Hideaki Tomiyama und Kazuhito Sakae trainiert.
Die ersten internationalen Erfolge erzielte Seiko Yamamoto im Jahre 1997. Sie war dann auf der internationalen Ringermatte bis zum Jahre 2006 aktiv. Im Jahre 2006 trat sie vom internationalen Mattengeschehen zurück und heiratete den japanischen Handball-Nationalspieler Hideaki Nagashima. Seitdem heißt sie Seiko Nagashima. Im Jahre 2007 wurde sie Mutter eines Sohnes. Seit 2006 betätigte sie sich für verschiedene japanische Fernsehanstalten als Kommentatorin bei Ringer-Wettkämpfen. Im Jahre 2008 berichtete sie auch von den Olympischen Sommerspielen in Peking vom Ringen. Sie wurde dabei vom Geschehen auf der Ringermatte so gepackt, dass sie ein Comeback unternahm und seitdem wieder aktiv ringt.
1997 wurde Seiko Yamamoto in Taipai Asien-Meisterin in der Gewichtsklasse bis 51 kg. Das war der Beginn ihrer internationalen Karriere. 1999 und 2000 wurde sie in Bukarest bzw. in Nantes Junioren-Weltmeisterin in der Gewichtsklasse bis 54 kg. Im Jahre 1999 wurde sie auch erstmals japanische Meisterin und startete bei der Weltmeisterschaft der Damen in Hildursborg/Schweden in der Gewichtsklasse bis 51 kg. Sie holte sich dort mit fünf Siegen in überlegenem Stil ihren ersten Weltmeistertitel. In den entscheidenden Kämpfen besiegte sie dabei Gao Yanzhi aus China und Erica Sharp aus Kanada.
Im Jahre 2000 wurde sie bei der Weltmeisterschaft in Sofia erneut Titelträgerin, dieses Mal aber in der Gewichtsklasse bis 56 kg. Im Finale bezwang sie dabei Tetjana Lasarewa aus der Ukraine. Im Jahre 2001 folgte dann bei der Weltmeisterschaft, die erneut in Sofia stattfand, ihr dritter Titelgewinn. Mit Erin Tomeo, USA, Sun Dongmei, China, Konstantina Katerina Tsibanakou, Griechenland, Lee Na-lae, Südkorea und Ljubow Michailowna Wolossowa, Russland hatte sie dabei fünf schwere Gegnerinnen zu besiegen.
Im Jahre 2002 wurde vom internationalen Ringerverband eine Gewichtsklassenreform durchgeführt. An die Stelle der Gewichtsklasse bis 56 kg trat eine bis 55 kg Körpergewicht. In dieser Gewichtsklasse war Seiko Yamamoto inzwischen in Japan in Saori Yoshida eine unbesiegbare Konkurrentin erwachsen, die Japan in dieser Gewichtsklasse auch bei den Weltmeisterschaften 2002 vertrat. Seiko Yamamoto wurde 2002 in Edmonton Universitäten-Weltmeisterin in der Gewichtsklasse bis 55 kg.
2003 verlor Seiko Yamamoto im Finale der japanischen Meisterschaft in der Gewichtsklasse bis 55 kg gegen Saori Yoshida. Sie wurde daraufhin bei der Weltmeisterschaft dieses Jahres in New York in der Gewichtsklasse bis 59 kg eingesetzt und gewann in dieser Gewichtsklasse zum vierten Mal den Weltmeistertitel. In den entscheidenden Kämpfen bezwang sie dabei Marianna Sastin aus Ungarn und Natalja Iwaschko aus Russland. Im Jahre 2004 fanden dann in den Gewichtsklassen bis 48 kg, 55 kg, 63 kg und 72 kg Ringerwettkämpfe bei den Olympischen Spielen statt. Seiko Yamamoto nahm daran nicht teil.
Der letzte größere Erfolg vor ihrem Rücktritt gelang ihr bei den Asien-Meisterschaften 2006 in Alma-Ata. Sie siegte dort in der Gewichtsklasse bis 59 kg vor Su Lihui, China und Su Ying-Tsu aus Taiwan.
Nach ihrem Comeback im Jahre 2008 nahm sie in den Jahren 2009, 2010 und 2011 wieder an den japanischen Meisterschaften teil und zwar in der Gewichtsklasse bis 63 kg. Bei allen drei Meisterschaften konnte sie mit einem 3., einem 2. und wieder einem 3. Platz Medaillen gewinnen. Sie war aber nicht in der Lage, die diese Gewichtsklasse seit Jahren dominierende Olympiasiegerin Kaori Icho zu bezwingen.

## Internationale Erfolge
| Jahr | Platz | Wettbewerb                                     | Gewichtsklasse | Ergebnisse |
| 1997 | 1.    | Asien-Meisterschaft in Taipei                  | bis 51 kg      | vor Huang Chiu-Yeh, Taiwan und Tsuji Yuka, Japan |
| 1998 | 6.    | Junioren-WM in Fredrikstad/Norwegen            | bis 54 kg      | Siegerin: Olga Smirnowa, Russland vor Konstantina Katerina Tsibanakou, Griechenland                                                                   |
| 1999 | 1.    | Junioren-WM in Bukarest                        | bis 54 kg      | vor Konstantina Katerina Tsibanakou und Yvonne Hees, Deutschland                                                                                      |
| 1999 | 1.    | WM in Hildursborg/Schweden                     | bis 51 kg      | nach Siegen über Yulianny Orellana, Venezuela, Anna Lise Debiasi, Italien, Annett Kamke, Deutschland, Gao Yanzhi, China und Erica Sharp, Kanada       |
| 2000 | 1.    | Junioren-WM in Nantes                          | bis 54 kg      | nach Siegen über Konstantina Katerina Tsibanakou, Catherine Eckfeldt, Kanada, Francine de Paola Martinez, Frankreich und Aljona Kartaschowa, Russland |
| 2000 | 1.    | WM in Sofia                                    | bis 56 kg      | vor Tetjana Lasarewa, Ukraine, Jennifer Ryz, Kanada und Salma Ferchichi, Tunesien                                                                     |
| 2001 | 1.    | East-Asia-Games in Osaka                       | bis 56 kg      | vor Lee Na-lae, Südkorea und Huang Dongmei, China |
| 2001 | 1.    | Welt-Cup in Levallois                          | bis 56 kg      | vor Sun Dongmei, China, Jennifer Ryz und Carrie Birge, USA                                                                                            |
| 2001 | 1.    | WM in Sofia                                    | bis 56 kg      | nach Siegen über Erin Tomeo, USA, Sun Dongmei, Konstantina Katerina Tsibanakou, Lee Na-lae und Ljubow Michailowna Wolossowa, Russland                 |
| 2002 | 1.    | Universitäten-WM in Edmonton                   | bis 55 kg      | vor Sun Dongmei, Tonya Verbeek, Kanada und Saira Martinez Zaldane, Mexiko                                                                             |
| 2002 | 1.    | Welt-Cup in Kairo                              | bis 55 kg      | vor Tetjana Lasarewa, Natalja Karamtschakowa, Russland und Jik Yue, China                                                                             |
| 2003 | 1.    | Klippan-Lady-Open                              | bis 55 kg      | vor Natalja Golz, Russland, Erica Sharp und Tonya Verbeek                                                                                             |
| 2003 | 1.    | WM in New York                                 | bis 59 kg      | nach Siegen über Huang Yu-Ning, Taipeh, Emily Richarson, Kanada, Marianna Sastin, Ungarn und Natalja Iwaschkin, Russland                              |
| 2003 | 2.    | Welt-Cup in Tokio                              | bis 59 kg      | hinter Sally Roberts, USA, vor Breanne Leigh Graham, Kanada und Zhou Zhengyan, China                                                                  |
| 2003 | 1.    | Asien-Cup in Alma Ata                          | bis 55 kg      | vor Qiu Hongmei, China und Naidangiin Otgondschargal, Mongolei                                                                                        |
| 2004 | 1.    | Welt-Cup in Tokio                              | bis 59 kg      | vor Su Lihui, China und Emily Richardson |
| 2006 | 1.    | Asien-Meisterschaft in Alma Ata                | bis 59 kg      | vor Su Lihui, Su Ying-Tsu, Taipai und Park Sang-eun, Südkorea                                                                                         |
| 2006 | 3.    | Welt-Cup in Nagoya                             | bis 59 kg      | hinter Sally Roberts und Breanne Leigh Graham |
| 2010 | 1.    | Golden-Grand-Prix in Krasnojarsk               | bis 63 kg      | vor Julija Ostaptschuk, Ukraine, Aljona Kartaschowa und Ljubow Michailowna Wolossowa                                                                  |
| 2010 | 3.    | Asien-Meisterschaft in New Delhi               | bis 63 kg      | hinter Park Sang-eun und Cui Haili, China |
| 2011 | 2.    | Sunkist-Kids-Intern.-Open in Phoenix (Arizona) | bis 63 kg      | hinter Danielle Lappage, Kanada, vor Kristie Marano (Davis), USA                                                                                      |

## Japanische Meisterschaften
| Jahr | Platz | Gewichtsklasse | Ergebnisse                                        |
| 1999 | 1.    | bis 51 kg      |                                                   |
| 2000 | 1.    | bis 56 kg      |                                                   |
| 2001 | 1.    | bis 56 kg      |                                                   |
| 2003 | 2.    | bis 55 kg      | hinter Saori Yoshida                              |
| 2005 | 1.    | bis 59 kg      | vor Ayako Shōda, Mio Nishimaki und Rena Iwama     |
| 2009 | 3.    | bis 63 kg      | hinter Kaori Ichō und Mio Nishimaki               |
| 2010 | 2.    | bis 63 kg      | hinter Kaori Ichō, vor Rio Watari und Kayoko Kudō |
| 2011 | 3.    | bis 63 kg      | hinter Kaori Ichō und Rio Watari, vor Kayoko Kudō |

## Erläuterungen
- alle Wettbewerbe im freien Stil
- WM = Weltmeisterschaft